# Аялон, Ами
Амихай (Ами) Аялон (ивр. עמיחי (עמי) אילון‎; род. 27 июня 1945, Тверия, Палестина) — израильский военачальник и государственный деятель. Командующий подразделением морских коммандос «Шайетет 13» в 1979—1981 годах (под его руководством «Шайетет 13» получила знак отличия Начальника Генерального Штаба), командующий ВМС Израиля в 1992—1995 годах. За отвагу, проявленную в рейде на остров Грин в 1969 году Ами Аялон награждён высшим военным отличием Израиля — медалью «За героизм». В 1996—2000 годах Аялон возглавлял спецслужбу ШАБАК, был министром без портфеля в 31-м правительстве Израиля.
После окончания службы в АОИ Ами Аялон стал активистом левого политического лагеря в Израиле. Совместно с палестинским либеральным политиком Сари Нусейбе Аялон выработал в 2002 году план мирного урегулирования между Израилем и палестинцами, известный как «Национальный призыв». С 2004 по 2008 год был членом партии «Авода», претендовал на пост её председателя, но проиграл Эхуду Бараку. Аялон — член Израильского института демократии.

## Личная жизнь
Ами Аялон родился в 1945 году в Тверии и вырос в кибуце Мааган. Женат, трое детей. Проживает в мошаве Керем-Махарал
Поступил и окончил Школу военно-морского командования ВМС Израиля. В 1980 году получил первую степень по экономике и политологии в университете имени Бар-Илана (Рамат-Ган). В 1982 году окончил Военно-морской колледж в Ньюпорте (США). В 1992 году получил степень MBA по государственному управлению в Гарварде, а в 2010 году добавил к ней степень магистра права университета имени Бар-Илана. В начале 2011 года Аялон был избран председателем исполнительного совета Хайфского университета.

## Военная карьера
В 1963 году Ами Аялон был призван в ряды Армии обороны Израиля, где начал службу в составе подразделения морских коммандос. В качестве бойца этого подразделения Аялон участвовал в Шестидневной войне на Красном море. В дальнейшем он участвовал в многочисленных операциях израильских морских коммандос в ходе Войны на истощение. Среди этих операций был рейд на остров Грин в ночь с 19 на 20 июля 1969 года с целью уничтожения египетского радара. В ходе рейда лейтенант Аялон был заместителем командира десантной группы, удерживавшей плацдарм до высадки основных сил. Получив по ходу рейда ряд осколочных ранений (в лоб, ногу, руку и шею), он в ближнем бою убил двух египетских солдат и продолжал вести огонь, пока не начал задыхаться, и сумел покинуть поле боя без посторонней помощи. За проявленную отвагу он был впоследствии награждён высшим военным отличием Израиля — медалью «За героизм».
В ходе войны Судного дня Аялон командовал 915-й эскадрой сторожевых катеров типа «Дабур». Катера этого подразделения осуществили в частности рейд против морской базы египетских ВМС в Рас-Гарибе, где были собраны как военные корабли, так и мобилизованные для перевозки десанта рыбацкие суда. В ходе рейда 5 израильских «Дабуров» уничтожили около 20 вражеских судов. Эскадра Аялона также участвовала в окружении Третьей египетской армии, блокировав отход морским путём через портовый город Адабия.
В 1979 году Аялон назначен командиром «Шайетет 13» — отряда морских коммандос Израиля. За два года командования Аялона «Шайетет 13» осуществила 22 успешных диверсионных и десантных операции без потерь и была удостоена знака отличия начальника Генерального штаба. В период командования Аялона изменились поставленные перед «Шайетет 13» цели: если раньше перед отрядом ставились преимущественно задачи диверсионного характера, при Аялоне он превратился в полноценную десантную единицу, способную участвовать в крупных десантах и сражениях. Соответствующее изменение в подготовке офицеров «Шайетет 13» позволило им с большей лёгкостью переходить в другие подразделения; так, из «Шайетет 13» в сухопутные войска перешёл благодаря этому будущий командующий Южным военным округом Йоав Галант.
В дальнейшем Аялон командовал военными базами ВМС Израиля в Ашдоде и Хайфе и занимал пост заместителя командующего ВМС. В 1992 году Аялон получил звание алуфа (вице-адмирала) и был назначен командующим ВМС Израиля. На этом посту он оставался до увольнения в конце 1995 года. В период командования Аялона на вооружение ВМС Израиля поступили первые корветы типа «Саар-5» и начата постройка в Германии новых подводных лодок класса «Дольфин».

## Государственная служба и политика
После увольнения из рядов АОИ Ами Аялон продолжил государственную службу как директор Службы общей безопасности (ШАБАК). На эту должность он был назначен в 1996 году, после убийства премьер-министра Ицхака Рабина и отставки предыдущего директора Карми Гилона и на протяжении работы в ШАБАК прилагал усилия по исправлению имиджа этой организации. В 1996 году ШАБАКу пришлось работать в условиях волны террористических актов со стороны палестинцев: как вспоминает сам Аялон, в последнюю неделю февраля и первую неделю марта — первые дни его работы в ШАБАК — в терактах погибли 55 израильтян и ещё 215 были ранены. Но ведомство Аялона, сочетая в своей работе жёсткие меры с налаживанием тесных контактов с палестинской стороной, сумело эту волну погасить.
Одним из нововведений в ШАБАК в каденцию Аялона стало учреждение внутреннего Этического кодекса; за этот шаг он был удостоен почётного звания «Рыцаря качества власти», которое присваивается израильским Движением за качество власти. За каденцию Аялона в должности начальника ШАБАК провалы этой службы были сведены к минимуму. Одной из немногих претензий, высказывавшихся к его деятельности, было назначение на ряд ключевых постов бывших высокопоставленных морских офицеров, которые, по мнению ветеранов спецслужбы, не подходили для работы в ней. Аялон, назначенный на свою должность премьер-министром Шимоном Пересом (который также сделал его начальником Штаба по борьбе с террором), затем работал с Биньямином Нетаньяху, в чьём окружении его недолюбливали, называя нетворческим и неумным человеком, хотя и хорошим бойцом, а позже — с Эхудом Бараком и ушёл в отставку в апреле 2000 года.
Закончив работу в ШАБАК, Аялон возглавил совет директоров компании «Нетафим», производящей оросительное оборудование, и занялся общественной деятельностью. За время пребывания на посту директора ШАБАК его взгляды изменились и политическая позиция стала более левой. В результате в 2002 году Аялон с палестинским интеллектуалом и политиком Сари Нусейбе сформулировал принципы программы мирного урегулирования, известной как «Глас народа» (англ. People's Voice), а в Израиле — как «Национальный призыв» (ивр. המפקד הלאומי‎). Разработанный Аялоном и Нусейбе план предполагал создание демилитаризованного палестинского государства рядом с Израилем в границах, основанных на ситуации, предшествовавшей Шестидневной войне (с возможностью равноценного обмена территорией, учитывающего соображения демографии, безопасности и территориальной целостности). Иерусалим провозглашался открытым городом и столицей обоих государств, а право на возвращение палестинских беженцев предлагалось реализовать только в границах палестинского государства; Израиль должен был участвовать в создании международного фонда для выплаты компенсаций беженцам. Летом 2003 года был открыт сайт для сбора подписей под петицией в поддержку плана Аялона-Нусейбе; к началу 2004 года под ней поставили свои подписи более 150 тысяч израильтян и 125 тысяч палестинцев, а к 2011 году общее число подписей достигло 400 тысяч.

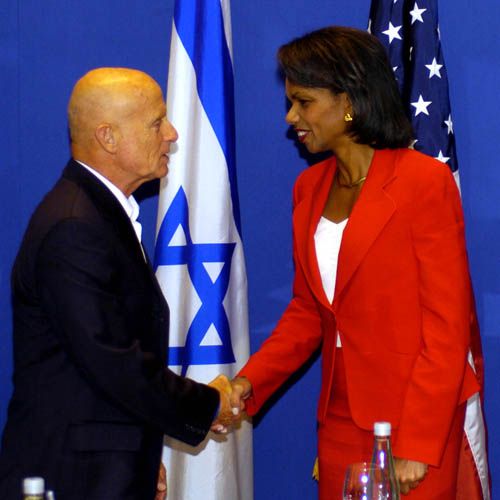
Ами Аялон и госсекретарь США Кондолиза Райс в Иерусалиме, ноябрь 2007 года

В 2004 году Аялон вступил в партию «Авода». Несмотря на сделанное незадолго до этого заявление, что он не намерен быть «ещё одним членом кнессета» и что его цель — борьба за место премьер-министра, на первых порах Аялон отложил намерения выставить свою кандидатуру на пост председателя партии. В 2006 году в преддверии выборов в кнессет 17-го созыва он занял в партийном списке «Аводы» шестое место. В кнессете он входил в ряд комиссий (в том числе в комиссию по иностранным делам и безопасности и в комиссию по делам государственного контроля) и возглавлял подкомиссию для проверки готовности тыла.
Аялон принял участие во внутрипартийных выборах в 2007 году, после неудачной для Израиля Второй ливанской войны, в ходе которой действующий лидер «Аводы» Амир Перец был министром обороны Израиля. После первого тура Аялон занял второе место из пяти кандидатов, проиграв 5 % голосов Эхуду Бараку и выиграв больше десяти процентов у финишировавшего третьим Переца. Во втором круге Аялон проиграл Бараку, набрав на 6 % голосов меньше. В сентябре того же года он был включён в правительственный кабинет Эхуда Ольмерта как министр без портфеля, став членом «кабинета по безопасности». Проработав в правительстве чуть больше года, Аялон покинул и его, и партию «Авода» в знак несогласия с линией, проводимой Бараком. Сообщалось о его намерении баллотироваться в кнессет в составе покинувшей блок с лейбористами лево-религиозной партией «Меймад», высказывались также предположения о его грядущем вступлении в партию «Мерец», но в середине декабря 2008 года Аялон объявил о том, что не будет пытаться снова попасть в кнессет и намерен сосредоточиться на продвижении своей мирной инициативы «Национальный призыв».
После ухода из большой политики Аялон продолжает вести общественную работу. В марте 2010 года он стал председателем общественной организации АКИМ (Национальной ассоциации развития способностей у детей и взрослых с интеллектуальными трудностями). Он возглавляет Форум в поддержку альтернативной гражданской службы, выступая за развитие этой опции в дополнение к обязательной военной службе в рядах Армии обороны Израиля. В декабре 2012 года он присоединился к штату сотрудников Израильского института демократии.
Благодаря усилиям Аялона стал возможным выход на экраны в 2012 году документального фильма Дрора Море «Привратники» (ивр. שומרי הסף‎, англ. The Gatekeepers) с участием шестерых здравствующих директоров ШАБАК (помимо Аялона, в фильме участвовали Авраам Шалом, Яаков Пери, Карми Гилон, Ави Дихтер и Юваль Дискин). Бывшие и действующий (на момент съёмок) директора спецслужбы делятся в фильме воспоминаниями о её работе в периоды, когда они её возглавляли; все шестеро также рассказывают о том, как изменились их взгляды на пути решения израильско-арабского конфликта, демонстрируя политическую позицию левей израильского мейнстрима. «Привратники» были номинированы на «Оскар» за лучший документальный фильм, а на Берлинском кинофестивале 2013 года были удостоены приза «Кинематограф за мир».